# カート・ベイカー
カート・ベイカー（Kurt Baker、1988年10月7日 - ）は、メジャーリーグラグビー、オールドグローリーDCに所属するラグビー選手。

## プロフィール
- ニュージーランド・パーマストンノース出身[1]。
- ポジションはフルバック(FB)。
- 身長 184cm、体重 88kg
- マオリ・オールブラックスに選ばれたことがある[2]。

## 略歴
2021年、東京五輪の7人制ニュージーランド代表に選ばれて銀メダル獲得。
2022年12月、ドバイセブンズを最後に7人制ニュージーランド代表から引退。同月、プレイヤーズコーチとしてオールドグローリーDCに加入。